# Rornes
Rornes est une localité du comté de Troms, en Norvège.

## Géographie
Administrativement, Rornes fait partie de la kommune de Tromsø.